# Харьковка (Алтайский край)
Харьковка — упразднённое село в Кулундинском районе Алтайского края. Входило в состав Октябрьского сельсовета. Ликвидировано в 1985 г.

## География
Располагалось в 7 км к северу от села Кулунда.

## История
Основано в 1910 году. В 1928 году посёлок Харьковка состоял из 53 хозяйств, основное население — украинцы. Центр Харьковского сельсовета Славгородского района Славгородского округа Сибирского края. Колхоз «Ударная».

## Население
| год     | 1928 | 1948 | 1955 | 1959 |
| ------- | ---- | ---- | ---- | ---- |
| человек | 285  | 139  | 141  | 84   |